# 스타브로폴 소비에트 공화국
스타브로폴 SR(러시아어: Ставропольская Советская Республика) (1918년 1월 1일-7월 7일)은 스타브로폴에 세워졌던 소비에트공화국이었다. 나중에 북카프카스 소비에트공화국에 흡수되었다.